# Terrence Loves You
„Terrence Loves You“ je píseň americké zpěvačky a skladatelky Lany Del Rey. Byla vydána dne 21. srpna 2015, jako první propagační singl z jejího čtvrtého studiového alba Honeymoon. Skladba je dlouhá 4 minuty a 50 sekund. Název byl prozrazen již pár dní před premiérou, kdy se paparazzi ptali Del Rey na její nejoblíbenější kousek z alba a ona odpověděla, že právě tato píseň, protože je jazzová. Kritici přijali píseň kladně a označili ji jako "hypnotickou" a chválili její vokály hrající přes piáno, smyčce a saxofon.